# ボートショー

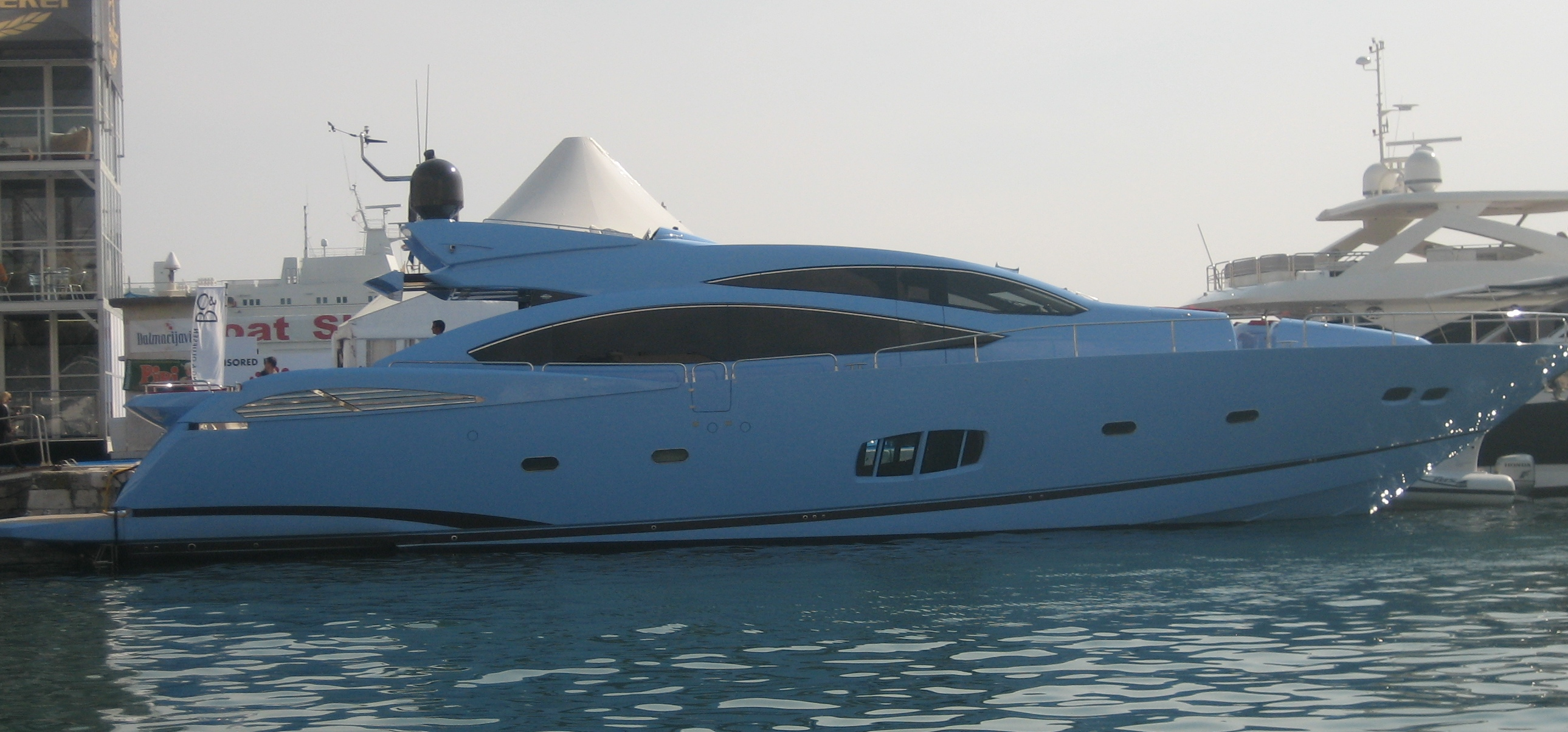
クロアチアのスプリットのボートショーに展示されたサンシーカーのモーターヨット

ボートショーとは、ボートメーカー各社が新型ボートやヨットなどを集めて催す見本市である。また、水上に浮かべて催すものは特に「フローティングボートショー」とも称す。

## 国内
- ジャパンインターナショナルボートショー - 「ジャパンインターナショナルボートショー2009 in 横浜」[注 1]と称して1962年より開催[1][2]。
- 関西国際ボートショー - 「関西国際ボートショー2008」[注 2]と称して1982年より開催[3][2]。
- 新潟ボートショー - 「第18回新潟ボートショー」と称して2008年に開催[4]。
- 横浜フローティングボートショー - 「2008横浜フローティングボートショー」[注 2]と称して開催[5]。
- 横浜フローティングヨットショー - 「第13回 横浜フローティングヨットショー」と称して2008年に開催[6]。

## 国外
- ロンドンボートショー(London Boat Show)
- 京畿国際ボートショー
- 上海国際ボートショー